# Tetragastris altissima
Tetragastris altissima är en tvåhjärtbladig växtart som först beskrevs av Jean Baptiste Christophe Fusée Aublet, och fick sitt nu gällande namn av Swart. Tetragastris altissima ingår i släktet Tetragastris och familjen Burseraceae. Inga underarter finns listade i Catalogue of Life.